# Fack ju Göhte 3
Fack ju Göhte 3 è un film commedia tedesco del 2017 diretto da Bora Dağtekin. Si tratta del sequel di Fuck you, prof! 2 nonché l'ultimo della trilogia.

## Trama
Gli studenti dell'istituto Goethe sono in procinto di diplomarsi ma le loro prospettive future sono tutt'altro che rosee. Zeki dovrà cercare il modo di aiutarli, venendo supportato dalla nuova insegnante Biggi Enzberger.

## Distribuzione
Il film è stato annunciato il 27 gennaio 2017 ed è uscito nelle sale cinematografiche il 26 ottobre 2017.